# Stanislaw Walentinowitsch Wolschenzew
Stanislaw Walentinowitsch Wolschenzew (russisch Станислав Валентинович Волженцев; * 28. Oktober 1985 in Orsk) ist ein russischer Skilangläufer.

## Werdegang
Wolschenzew trat erstmals 2007 bei den U23-Weltmeisterschaften in Tarvisio in Erscheinung. Dort gewann er Silber im 30-km-Skiathlonrennen. Seit 2007 nimmt er am Eastern-Europe-Cup teil. Dabei holte er bisher fünf Siege und gewann in der Saison 2008/09 und 2017/18 die Gesamtwertung. In der Saison 2011/12 belegte er den zweiten Platz in der Gesamtwertung. Seine ersten Rennen im Weltcup lief er bei der Tour de Ski 2007/08, die er auf den 48. Platz beendete. Im Januar 2011 in Otepää erreichte er mit dem zehnten Rang über 15 km klassisch, seine erste Top-Zehn-Platzierung in einem Weltcuprennen. Bei den nordischen Skiweltmeisterschaften 2011 in Oslo belegte er den siebten Platz mit der Staffel und verpasste über 15 km klassisch als vierter knapp eine Medaille. Bei den russischen Skilanglaufmeisterschaften 2011 in Rybinsk gewann er Gold über 15 km klassisch. Bei den russischen Skilanglaufmeisterschaften 2012 in Tjumen holte er erneut Gold über 15 km klassisch und Silber im Sprint. Im Februar 2012 schaffte er mit dem zweiten Platz mit der Staffel in Nové Mesto seinen ersten Podestplatz im Weltcup. Bei den russischen Skilanglaufmeisterschaften 2013 in Syktyvkar gewann er Silber über 15 km Freistil. Er nahm an der Tour de Ski 2013/14 teil, die er aber nicht beendete. Es gelang ihn dennoch ein dritter Platz im 15-km-Massenstart in der Lenzerheide. Bei den Olympischen Winterspielen 2014 in Sotschi holte er den 19. Rang über 15 km klassisch. Die Weltcupsaison beendete er auf dem 37. Platz in der Gesamtweltcupwertung und auf dem 18. Platz in der Distanzwertung. Bei den russischen Skilanglaufmeisterschaften 2014 in Tjumen gewann er einmal Gold und zweimal Silber. Die Tour de Ski 2015 beendete er auf dem 14. Platz. Bei den nordischen Skiweltmeisterschaften 2015 in Falun kam er auf den 13. Platz im Skiathlon. Im Gesamtweltcup der Saison 2014/15 belegte er den 23. Platz. Nach Platz 25 bei der Weltcup-Minitour in Ruka zu Beginn der Saison 2015/16, kam er im weiteren Saisonverlauf im Weltcup dreimal unter die ersten Zehn. Bei der Tour de Ski 2016 errang er den 28. und bei der Ski Tour Canada den 40. Platz und belegte zum Saisonende den 37. Platz im Gesamtweltcup und den 26. Rang im Distanzweltcup. Zu Beginn der folgenden Saison kam er bei der Weltcup-Minitour in Lillehammer auf den 22. Platz. Bei den nordischen Skiweltmeisterschaften 2017 in Lahti errang er den 22. Platz über 15 km klassisch. Die Tour de Ski 2017/18 beendete er auf dem 26. Platz.

## Siege bei Continental-Cup-Rennen
| Nr. | Datum             | Ort            | Disziplin        | Serie              |
| --- | ----------------- | -------------- | ---------------- | ------------------ |
| 1.  | 24. November 2007 | Werschina Tjoi | 10 km klassisch  | Eastern Europe Cup |
| 2.  | 23. November 2008 | Werschina Tjoi | 15 km klassisch  | Eastern Europe Cup |
| 3.  | 21. November 2013 | Werschina Tjoi | Sprint klassisch | Eastern Europe Cup |
| 4.  | 20. November 2017 | Werschina Tjoi | 10 km klassisch  | Eastern Europe Cup |
| 5.  | 28. Februar 2018  | Kononowskaja   | 30 km Skiathlon  | Eastern Europe Cup |

## Platzierungen im Weltcup

### Weltcup-Statistik
Die Tabelle zeigt die erreichten Platzierungen im Einzelnen.
- 1.–3. Platz: Anzahl der Podiumsplatzierungen
- Top 10: Anzahl der Platzierungen unter den ersten zehn
- Punkteränge: Anzahl der Platzierungen innerhalb der Punkteränge
- Starts: Anzahl gelaufener Rennen in der jeweiligen Disziplin
- Hinweis: Bei den Distanzrennen erfolgt die Einordnung gemäß FIS.

| Platzierung               | Distanzrennen a | Distanzrennen a | Distanzrennen a | Distanzrennen a | Distanzrennen a | Skiathlon Verfolgung | Sprint | Etappen- rennen b | Gesamt | Team   | Team    |
| Platzierung               | ≤ 5 km          | ≤ 10 km         | ≤ 15 km         | ≤ 30 km         | > 30 km         | Skiathlon Verfolgung | Sprint | Etappen- rennen b | Gesamt | Sprint | Staffel |
| ------------------------- | --------------- | --------------- | --------------- | --------------- | --------------- | -------------------- | ------ | ----------------- | ------ | ------ | ------- |
| 1. Platz                  |                 |                 |                 |                 |                 |                      |        |                   |        |        |         |
| 2. Platz                  |                 |                 |                 |                 |                 |                      |        |                   |        |        | 1       |
| 3. Platz                  |                 |                 | 1               |                 |                 |                      |        |                   | 1      |        |         |
| Top 10                    |                 | 1               | 9               | 1               | 1               | 3                    |        |                   | 15     |        | 3       |
| Punkteränge               | 2               | 4               | 20              | 2               | 1               | 11                   | 2      | 6                 | 48     |        | 4       |
| Starts                    | 4               | 5               | 34              | 5               | 3               | 23                   | 21     | 9                 | 104    |        | 4       |
| Stand: Saisonende 2017/18 |                 |                 |                 |                 |                 |                      |        |                   |        |        |         |

### Weltcup-Gesamtplatzierungen
| Saison  | Gesamt | Gesamt | Distanz | Distanz | Sprint | Sprint |
| Saison  | Punkte | Platz  | Punkte  | Platz   | Punkte | Platz  |
| ------- | ------ | ------ | ------- | ------- | ------ | ------ |
| 2007/08 | 10     | 135.   | 10      | 76.     | -      | -      |
| 2008/09 | 3      | 174.   | 3       | 107.    | -      | -      |
| 2009/10 | 11     | 153.   | 11      | 99.     | -      | -      |
| 2010/11 | 71     | 72.    | 71      | 40.     | -      | -      |
| 2011/12 | 120    | 59.    | 120     | 38.     | -      | -      |
| 2012/13 | -      | -      | -       | -       | -      | -      |
| 2013/14 | 216    | 37.    | 178     | 18.     | 16     | 70.    |
| 2014/15 | 299    | 23.    | 227     | 19.     | -      | -      |
| 2015/16 | 195    | 37.    | 149     | 26.     | 22     | 59.    |
| 2016/17 | 66     | 78.    | 48      | 57.     | -      | -      |
| 2017/18 | 91     | 57.    | 71      | 40.     | -      | -      |